# Divergente 3 : Au-delà du mur
Cet article concerne le film de Robert Schwentke. Pour le roman de Veronica Roth, voir Divergente 3.
Série Divergente
Divergente 2 : L'Insurrection
(2015)
Pour plus de détails, voir Fiche technique et Distribution.
Divergente 3 : Au-delà du mur (The Divergent Series: Allegiant) est un film de science-fiction américain réalisé par Robert Schwentke, sorti en 2016 pour la première partie. La seconde partie, initialement prévue pour 2017, puis prévue pour sortir sous la forme d'un téléfilm ou d'une série, a finalement été annulée devant les résultats décevant au box-office.
C'est l'adaptation cinématographique du roman éponyme de Veronica Roth et la suite de Divergente (2014) et de Divergente 2 : L'Insurrection (2015).
Le film évoque la suite des aventures de Tris, Quatre, Caleb, Christina et Peter qui doivent fuir et franchir le mur encerclant Chicago. Pour la première fois, ils quittent la seule ville et la seule famille qu'ils aient connues. Mais au-delà du mur se trouve un monde hostile qu'ils vont devoir affronter. Tris, Quatre, Caleb, Christina et Peter doivent rapidement déterminer en qui ils peuvent avoir confiance alors qu’une bataille menaçant l’humanité tout entière est sur le point d'éclater.

## Synopsis
Evelyn a fait fermer le mur et personne ne doit sortir. Les conjurés commencent à être jugés et exécutés, Max le premier, mais Johanna et les siens ne peuvent cautionner cela. De leur côté, Tris et Quatre font évader Caleb et partent en direction du mur. Peter s'incruste et Christina et Tori rejoignent le petit groupe, mais cette dernière est tuée avant d'avoir franchi le mur. De l'autre côté se trouve un monde de désolation et contaminé.
Bientôt, des aéronefs et des hommes armés apparaissent derrière un champ de force, leur niveau technologique semblant très avancé. Tris et les siens sont amenés dans une cité, le Bureau du bien être génétique. Accueillis par Matthew, ils sont décontaminés et une vidéo les informe qu'au début du XXIe siècle, les progrès génétiques pour une vie meilleure ont fini par accentuer les conflits entre les populations, aboutissant à une guerre et à la destruction de la civilisation. Des survivants fondèrent alors le Bureau, dans le but de purifier le génome humain, les habitants de Chicago servant de test. Mais pendant ce temps-là en ville, Evelyn est sur le pied de guerre.
Peu après, Tris est présentée à David, le directeur qui lui explique que certaines branches de la population sont génétiquement déficientes. Mais en les retirant de l'environnement toxique pour les placer dans Chicago qui sert de test, leurs génomes commencent à se réparer. Jusqu'à présent, seule Tris parmi les divergents s'est révélée avoir un code génétique pur. David souhaite dupliquer son génome, mais Tris est cependant inquiète quant au sort des habitants de Chicago. Un enregistrement de sa mère Natalie, jadis enfant de la marge et sauvée par le Bureau avant d'être volontaire pour intégrer la ville test, finit de convaincre la jeune femme de coopérer. En contrepartie, David convaincra le conseil pour rétablir l'ordre à Chicago.
En ville, la tension monte entre les sans-factions d'Evelyn et les loyalistes de Johanna qui veulent rétablir les factions. Chargé de la surveillance de la ville, Caleb en informe Quatre, mais Tris lui dit que seul le conseil peut intervenir à la demande de David. Quatre est sceptique et veut plus d'explications en accompagnant dans la marge Nita, son instructrice militaire. Christina est également du voyage, mais, sur place, ils comprennent qu'ils ne sont pas là pour sauver des enfants, mais pour les enlever à leur famille avant d'effacer leur mémoire avec un sérum, pour qu'ils soient rééduqués au sein du Bureau.
Quatre tente de prévenir Tris et veut retourner à Chicago où la guerre est déclarée. Mais David convainc la jeune femme que son travail prime avant tout. Elle part donc avec David voir le conseil, laissant Quatre à qui on propose de retourner à Chicago en aéronef. Matthew l'accompagne et le prévient que c'est un piège. Une escarmouche éclate, mais Quatre neutralise ses assaillants avec l'aide de Matthew et crashe l'appareil. Pendant ce temps, David plaide sa cause devant le conseil mais Tris apprend que c'est lui qui contrôle la ville de Chicago et non le conseil. Pour que la ville retrouve la paix, David veut rétablir les factions et Tris comprend qu'elle a été trahie.
Quatre part pour Chicago pour prévenir Evelyn, tandis que Matthew retourne au Bureau pour informer Tris. Peu après, David conclut un marché avec Peter : en échange d'une promotion, il devra inciter Evelyn à réinitialiser les loyalistes grâce au sérum. Evelyn teste alors le produit sur Marcus avec succès, tandis que Quatre devenu prisonnier ne peut convaincre sa mère d'arrêter cette guerre. Tris qui a tout vu sur écran de contrôle grâce à Caleb décide alors de rentrer à Chicago en volant le vaisseau de David. Aidés par Nita, Tris, Christina et Caleb parviennent à poser le vaisseau en ville après une course poursuite.
Les loyalistes sont prêts à renverser Evelyn et Peter lui fait initialiser la séquence de lancement du sérum. Tris et Christina libèrent Quatre tandis que Caleb cherche un moyen de stopper le sérum. Parvenu au labo, Tris apprend à Evelyn que le gaz n'agira pas seulement sur les loyalistes mais sur toute la ville. Quatre persuade alors sa mère de tout arrêter, mais Peter lui tire dessus et propage lui-même le sérum. Mais le gaz se répand également dans le labo et Peter est obligé de déverrouiller la pièce avant de fuir. Malgré les interventions à distance de David, Caleb indique à Tris le moyen d'arrêter l'opération et celle-ci neutralise la diffusion du sérum en tirant sur la valve de contrôle.
Tris peut alors révéler la vérité aux habitants sur le monde extérieur et Caleb reprogramme le vaisseau de David qui va s'écraser sur le champ de force entourant la ville. Désormais, les habitants sont libres et ne seront plus des sujets d'expérience.

## Fiche technique
- Titre original : The Divergent Series: Allegiant
- Titre français : Divergente 3 : Au-delà du mur
- Titre québécois : La Série Divergence : Allégeance
- Réalisation : Robert Schwentke
- Scénario : Noah Oppenheim, Adam Cooper et Bill Collage, d'après le roman Divergente 3 de Veronica Roth
- Musique : Joseph Trapanese
- Direction artistique : Scott Dougan, Alex McCarroll et Alan Hook
- Décors : Alec Hammond
- Costumes : Marlene Stewart
- Photographie : Florian Ballhaus
- Son : Michael Minkler, Gary A. Rizzo, Tom Lalley, Steve Boeddeker
- Montage : Stuart Levy
- Production : Douglas Wick, Lucy Fisher, Nicole Barnette et Pouya Shahbazian
  - Direction de production : Michael Paseornek et Patrick Wachsberger
  - Production déléguée : Neil Burger, David Hoberman, Todd Lieberman, Danielle Shilling Lovett et Barry H. Waldman
  - Production associée : Debbi Bossi et Julia Enescu
  - Coproduction : Charlie Morrison et John Wildermuth
- Sociétés de production[2] : Lionsgate[3], Mandeville Films, Summit Entertainment et Red Wagon Entertainment
- Sociétés de distribution :
  - États-Unis : Lionsgate
  - France : SND Films
  - Québec : Entertainment One
  - Belgique : Belga Films
  - Suisse romande : Ascot Elite Entertainment Group
- Budget : 110 millions de $[4]
- Pays de production :  États-Unis
- Langue originale : anglais
- Format[5] : couleur — D-Cinema — 2,35:1 (Cinémascope) — son Dolby Atmos | Datasat | Dolby Digital | Auro 11.1 | Dolby Surround 7.1
- Genre : science-fiction
- Durée : 120 minutes
- Dates de sortie[6] :
  - France, Belgique, Suisse romande[7] : 9 mars 2016
  - États-Unis, Québec[8] : 18 mars 2016
- Classification[9] :
  - États-Unis : accord parental recommandé, film déconseillé aux moins de 13 ans (certificat #50157) (PG-13 - Parents Strongly Cautioned)[Note 1].
  - France : tous publics (visa d'exploitation no 144046 délivré le 9 mars 2016)[10].
  - Québec : en attente de classement[8].
  - Suisse romande : interdit aux moins de 12 ans[11].

## Distribution
- Shailene Woodley (VF : Jessica Monceau ; VQ : Eloïsa Cervantes) : Beatrice Prior / « Tris »
- Theo James (VF : Mathieu Moreau ; VQ : Jean-François Beaupré) : Tobias Eaton / « Quatre »
- Ansel Elgort (VF : Jimmy Redler ; VQ : Nicholas Savard L'Herbier) : Caleb Prior
- Miles Teller (VF : Gilduin Tissier ; VQ : Alexandre Fortin) : Peter
- Zoë Kravitz (VF : Lutèce Ragueneau ; VQ : Sarah-Jeanne Labrosse) : Christina
- Naomi Watts (VF : Hélène Bizot ; VQ : Pascale Montreuil) : Evelyn Johnson-Eaton
- Jonny Weston (VF : Gauthier Battoue) : Edgar
- Jeff Daniels (VF : Gabriel Le Doze ; VQ : Sébastien Dhavernas) : David
- Octavia Spencer (VF : Véronique Alycia) : Johanna
- Bill Skarsgård (VF : Théo Frilet ; VQ : Kevin Houle) : Matthew
- Maggie Q (VF : Yumi Fujimori ; VQ : Catherine Hamann) : Tori Wu
- Daniel Dae Kim (VF : Cédric Dumond ; VQ : Patrice Dubois) : Jack Kang
- Nadia Hilker (VF : Audrey Sablé) : Nita
- Andy Bean (VF : Valentin Merlet ; VQ : David Strasbourg) : Romit
- Parisa Johnston (VF : Véronique Desmadryl) : Regina
- Keiynan Lonsdale (VF : Namakan Koné) : Uriah
- Courtney Hope : Anna
- Joseph David-Jones : Hollis
- Konrad Howard : Jasper
- Theo Howard : Eulis
- Lucella Costa : Laura
- Amy Parrish : Zoe
- Ken DuBois : Tom
- Janet McTeer (VF : Sylvia Bergé) : Edith Prior
- Leonardo Santaiti : Leo
- Xander Berkeley (VF : Philippe Dumond) : Phillip, un membre du conseil
- Rebecca Pidgeon (VF : Marion Valantine) : Sarah, un membre du conseil
- Maria Howell : un membre du conseil
- Mekhi Phifer (VF : Frantz Confiac) : Max
- Ashley Judd (VF : Emmanuelle Rivière ; VQ : Julie Burroughs) : Natalie (caméo - hologramme lors d'un souvenir)
- Ray Stevenson (VF : Patrick Raynal ; VQ : Sylvain Hétu) : Marcus Eaton

 Source et légende : version française (VF) sur RS Doublage et selon le carton du doublage français sur le DVD zone 2 ; version québécoise (VQ) sur Doublage.qc.ca

## Développement

### Titre du film
En septembre 2015, les studios de production changent le titre du troisième et dernier opus divisé en deux parties. La première s'intitule The Divergent Series: Allegiant (Divergente 3 : Au-delà du mur) tandis que la seconde partie devait s'intituler The Divergent Series: Ascendant (Divergente 4 : Ascendance). Devant les résultats décevants au box-office du troisième film, l'épisode final n'a pas été produit.

### Tournage
Le tournage a commencé en juin 2015.
Une première bande-annonce est dévoilée en septembre 2015 avant la bande-annonce officielle en janvier 2016.

## Musique
- Donkey Rhubarb interprété par Aphex Twin
- Dystopia interprété par Bill Laswell
- Dark Necessite interprété par Red Hot Chili Peppers
- Fashion Killa interprété par ASAP Rocky
- The Day Is My Enemy interprété The Prodigy
- Sing In The Rain interprété par Mint Royal
- Straigt Outta Compton interprété par NWA
- Good Times interprété Finger Eleven
- I Got U interprété par Duke Dumont et Jax Jones
- Oxygene Pt 14 interprété par Jean Michel Jarre
- Domo23 interprété par Tyler, The Creator
- Follow My Rain interprété par Royksopp
- Lucky Boy interprété par DJ Mehdi et Fafi
- Bugatti interprété par Ace Hood, Future et Rick Ross

## Accueil
Dans l'ensemble, Divergente 3 : Au-delà du mur reçoit un accueil mitigé.
Sur le site d'Allociné, la presse lui donne une moyenne de 2,9/5 basée sur 16 critiques presse et les spectateurs lui donnent une moyenne de 3,2/5.
Sur le site d'IMDb, le film reçoit la note de 6/10 basée sur 4616 utilisateurs et un Metascore de 36/100.

### Box-Office
| Pays ou région | Box-office        | Date d'arrêt du box-office | Nombre de semaines |
| -------------- | ----------------- | -------------------------- | ------------------ |
| États-Unis     | 66 184 051 $      | 2 juin 2016                | 11                 |
| France         | 2 109 689 entrées | 24 mai 2016                | 11                 |
| Monde          | 179 246 868 $     | 28 juillet 2016            | 19                 |

## Distinctions
Entre 2016 et 2017, Divergente 3 : Au-delà du mur a été sélectionné 15 fois dans diverses catégories et a remporté 3 récompenses.

### Récompenses
- Prix de la bande-annonce d'or 2016 : Prix de la bande-annonce d’or du Meilleur panneau d'affichage décerné à Lionsgate.
- Prix du jeune public 2016 :
  - Prix du jeune public de la Meilleure actrice dans un film d'action décerné à Shailene Woodley.
- Société Américaine des Compositeurs, Auteurs et Éditeurs de Musique (ASCAP) 2017 :
  - Prix ASCAP des Meilleurs films au box-office décerné à Joseph Trapanese.

### Nominations
- Prix de la bande-annonce d'or 2016 :
  - Meilleure affiche de film fantastique / aventure pour Lionsgate,
  - Meilleure affiche internationale pour Lionsgate.
- Prix de la musique hollywoodienne (Hollywood Music In Media Awards (HMMA) 2016 :
  - Meilleure chanson originale pour un film de science-fiction / fantastique pour Tove Lo (pour la chanson Scars}.
- Prix du jeune public 2016 :
  - Meilleur film d'action,
  - Meilleur acteur dans un film d'action pour Theo James,
  - Meilleure alchimie pour Shailene Woodley et Theo James,
  - Meilleur baiser pour Shailene Woodley et Theo James,
  - Meilleur voleur de vedette pour Miles Teller.
- Alliance des femmes journalistes de cinéma 2017 :
  - Nomination aux Récompenses spéciales EDA de l'Actrice qui a le plus besoin d'un nouvel agent pour Shailene Woodley.
- Prix Razzie 2017 :
  - Pire actrice pour Naomi Watts,
  - Pire actrice pour Shailene Woodley.
- Taurus - Prix mondiaux des cascades 2017 : Meilleur gréement acrobatique pour Randy Beckman, Chad Bowman et Red Wagon Entertainment.

## Analyse

### Différences principales avec le roman
- Tris fait partie des personnes jugées par Evelyn au début du livre, mais pas dans le film[20].
- L'évasion de la ville par le petit groupe est différente dans le livre. Dans ce dernier, Johanna et les siens apportent leurs aides et Peter est désigné pour aller avec eux[21].
- Cara[22], Amar[23], Georg[24], Zoe[25] et bien d'autres ne figurent pas dans le scénario ou sont relégués comme figurants.
- La technologie des membres du Bureau du « bien être génétique » est bien moins importante que l'on peut le voir dans le film[26].
- Dans le livre, David se présente à tout le groupe, alors que, dans le film, seul Tris lui est présentée au début[27].
- On apprend dans le roman que plusieurs villes servent de test et pas seulement Chicago[28].
- Dans le film, Nita est soldate alors que dans le livre, elle est technicienne de labo[29]. Toujours dans le roman, elle tentera sans succès de renverser le gouvernement. À cette occasion, David sera blessé [30] tandis qu'Uriah finira mort cérébralement[31].
- Le rôle de Marcus est plus important dans le roman. Il est tout d'abord condamné par Evelyn à être banni de la ville[32] ; puis il s'allie avec Johanna contre Evelyn[33] ; enfin il accepte à contre-cœur une paix avec cette dernière sous condition de s'exclure de toute responsabilité politique[34]. Dans le film, Marcus sert uniquement de cobaye à Evelyn pour tester le sérum de l'oubli.
- L'intrigue principale diffère du livre au film. Ainsi dans le roman, le gouvernement du monde extérieur fait croire qu'il répare les génétiquement déficients alors que ce n'est qu'un prétexte pour maintenir une forme de contrôle[35]. Tris n'est pas non plus indispensable à David pour ses expériences à l'inverse du film[36].
- Dans le film, les principaux protagonistes retournent à Chicago afin d'empêcher la diffusion du sérum. Dans le livre, Tris et Caleb restent au Bureau pour retourner le sérum contre ses dirigeants[37].
- Dans le roman, Peter souhaite avoir la mémoire effacée afin de devenir quelqu'un de meilleur[38]. Dans le film au contraire, il aide David à réinitialiser Chicago par pur égocentrisme.
- Normalement, Tris meurt tuée par David après avoir réussi à disperser le sérum d'oubli parmi les membres du Bureau[39]. Dans le film, la jeune femme survit.